# Štefan Horvath
Štefan Horvath (Čemba, njemački Schandorf, Gradišće, onda Mađarska, danas Austrija, 20. prosinca 1909. – Beč, 1. veljače 1985.), svećenik, hrvatski nabožni pisac, novinar i povjesničar
Završio gimnaziju. Studirao bogoslovlje u Beču. U mjestima gradišćanskih Hrvata bio kapelan i župnik. Zaslužnik pokretanja Crikvenoga glasnika Gradišća (1946. – 49.), prvog hrvatskog glasila u Gradišću poslije drugog svjetskog rata.
Autor članaka o vjersko-kulturnoj problematici Gradišća. Također je pisao liturgijske knjige (Rimski misal za hrvatski narod Gradišća, 1981., Rimski misal i lekcionar, 1983.) i crkvene pjesmarice (Pobožnosti naroda, 1941; Crikvena pjesmarica za maloborištofsku faru, 1944.). Koautor molitvenika Kruh nebeski iz 1941. godine. Povijesna djela pisao i na njemačkom.